# دوقية ساكسونيا مايننغن
دوقية ساكسونيا ماينينغن (Herzogtum Sachsen-Meiningen) إحدى الدوقيات الساكسونية التي حكمها الخط الإرنستي من سلالة آل فتن، تقع في الجنوب الغربي من ولاية تورنغن الألمانية الحالية.
أنشئت في عام 1681، بتقسيم دوقية ساكسونيا غوتا الإرنستية بين الأبناء السبعة للدوق المتوفى إرنست التقي، استمر خط ساكسونيا ماينينغن من آل فتن، دون تمييز كبير، حتى نهاية الممالك الألمانية في عام 1918.